# Heinrich Walpot
 (août 2009).
Si vous disposez d'ouvrages ou d'articles de référence ou si vous connaissez des sites web de qualité traitant du thème abordé ici, merci de compléter l'article en donnant les références utiles à sa vérifiabilité et en les liant à la section « Notes et références ».
Heinrich Walpot, mort le 24 octobre 1200, est le premier grand maître de l'ordre Teutonique de 1198 à sa mort.

## Biographie
Il y a plusieurs théories sur sa filiation : les Waldbott de Bassenheim sont une famille des ministériels en Rhénanie ; néanmoins, Henri Walpot est probablement né à Mayence et issu d'une famille patricienne.

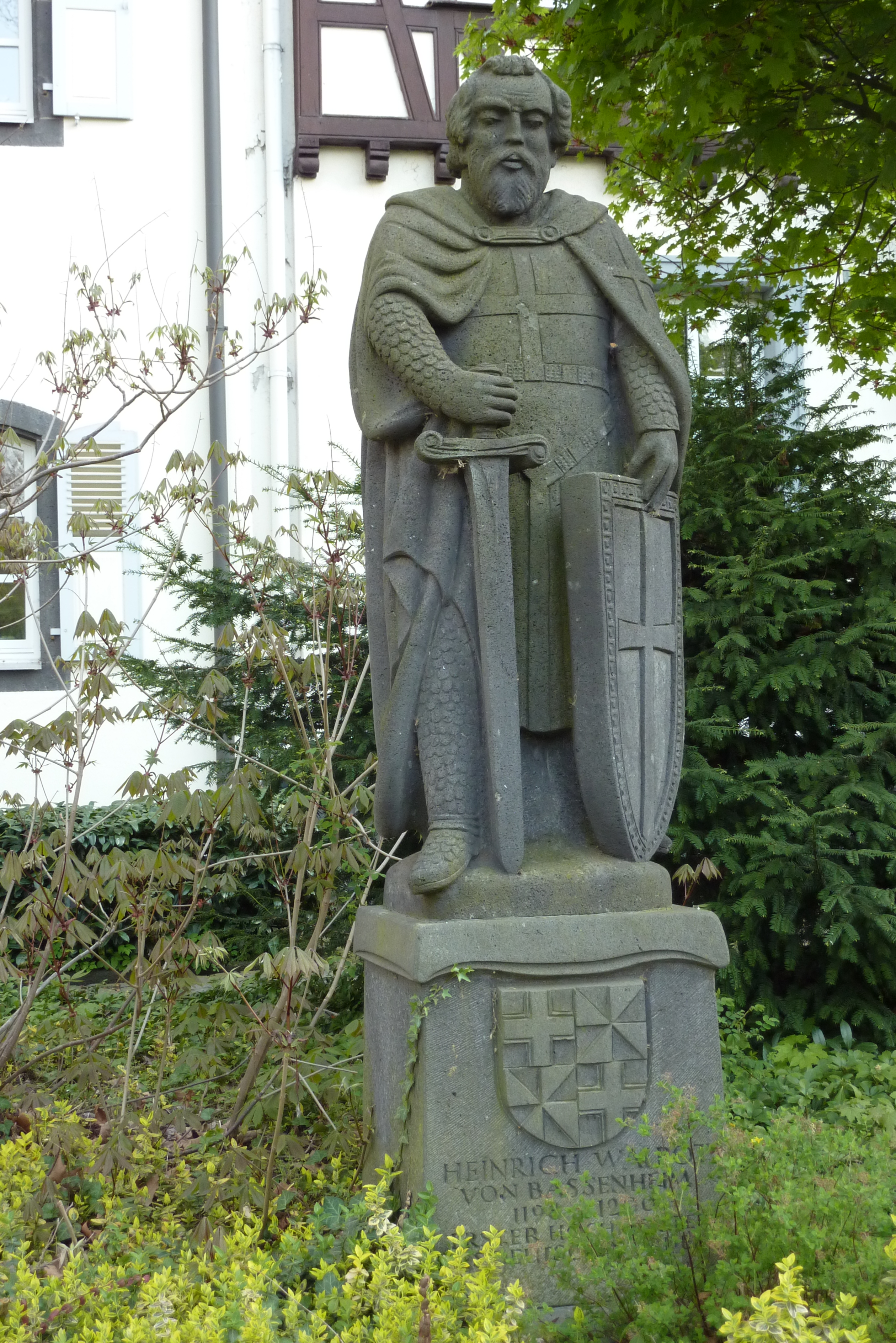
Statue d'Heinrich Walpot à Bassenheim.

Durant le siège de Saint-Jean-d'Acre en Terre sainte, une opération militaire de la troisième croisade qui dure de 1189 à 1191, des pèlerins germaniques de Brême et de Lübeck ont fondé un hôpital pour les blessés et les malades de leur nation. Le duc Frédéric VI de Souabe, fils de l'empereur Frédéric Barberousse, veut faire pour eux ce qui a été fait pour les pèlerins de Saint-Jean et du Temple, de les ériger en un ordre de chevalerie. 
Après quoi le duc de Souabe institue solennellement le nouvel ordre, sous le titre de l'Hôpital teutonique de la Sainte Vierge de Jerusalem, le pape Célestin III confirme cette institution. L'hôpital reçoit de nombreuses donations, notamment des mains de Henri de Champagne, roi de Jérusalem à partir de 1192. Pendant la croisade d'Henri VI en 1198, Henri Walpot est élu grand maître de l'Ordre, dans le premier chapitre tenu sous les murs de Acre (Ptolémaïs). Les évêques Wolfgar d'Erla et Konrad von Querfurt présents à la croisade sont chargés de rédiger une règle, tirée de celle des Hospitaliers pour ce qui regarde le soin des malades, et de celle des Templiers, pour ce qui a rapport à la discipline militaire.
Henri bâtit un hôpital dans la ville d'Acre après qu'elle a été prise par les croisés, et à la tête de ses chevaliers remplit son vœu jusqu'à sa mort, le 24 octobre 1200.